# Cesc Gay
Francesc Gay i Puig (Barcelona, 1967) is een Spaans filmregisseur en scenarioschrijver.

## Filmografie

### Film
| Jaar | Film                     | Rol                            |
| ---- | ------------------------ | ------------------------------ |
| 1998 | Hotel Room               | Regisseur en scenarioschrijver |
| 2000 | Krámpack                 | Regisseur en scenarioschrijver |
| 2003 | En la ciudad             | Regisseur en scenarioschrijver |
| 2006 | Ficció                   | Regisseur                      |
| 2009 | V.O.S.                   | Regisseur en scenarioschrijver |
| 2012 | Una pistola en cada mano | Regisseur en scenarioschrijver |
| 2015 | Truman                   | Regisseur en scenarioschrijver |
| 2020 | Sentimental              | Regisseur en scenarioschrijver |
| 2022 | Historias para no contar | Regisseur en scenarioschrijver |

- Biblioteca Nacional de España: XX1294937
- Bibliothèque nationale de France: cb15588963p (data)
- Catàleg d'autoritats de noms i títols de Catalunya: 981058508797106706
- Gemeinsame Normdatei: 137691955
- International Standard Name Identifier: 0000 0000 7689 6764
- Library of Congress Control Number: nr2002006368
- Nederlandse Thesaurus van Auteursnamen: 238868850
- Système universitaire de documentation: 075109956
- Union List of Artist Names: 500331997
- Virtual International Authority File: 54467835
- WorldCat: E39PBJpjb3GhhW4KwdGj7C4KBP